# Juvéderm
Juvéderm är en filler som innehåller ett koncentrat av icke-animalisk hyaluronsyra. Den är FDA-godkänd och används vanligen mot rynkor och för läppförstoring. Varaktigheten är enligt FDA:s utlåtande mellan 9 och 12 månader för Juvéderm, och 18 månader för varianten Juvéderm Voluma.
Juvéderm tillverkas av läkemedelsföretaget Allergan och är en av de största fillers på marknaden.